# Ciudad de invierno
Ciudad de invierno es una novela corta del escritor ecuatoriano Abdón Ubidia, publicada por primera vez en 1978 como parte del libro de relatos Bajo el mismo extraño cielo. Es una de las obras más destacadas del autor, editada en más de veinte ocasiones y traducida al ruso, italiano y griego. La trama de la novela se ubica en el Quito de los años 70, una década marcada por los cambios producidos por el boom petrolero en medio de los cuales el protagonista ve su mundo poco a poco desmoronarse luego de alojar un huésped en su casa.
De acuerdo a Ubidia, Ciudad de invierno forma parte, junto a sus novelas Sueño de lobos y La madriguera, de una saga en que retrata la evolución de la ciudad de Quito durante diferentes décadas. Mientras Ciudad de invierno transcurre en el Quito de los 70, Sueño de lobos se ubica en la década de los 80 y La madriguera a finales de los 90.

## Argumento
El protagonista de la novela, de quien el autor no proporciona el nombre, es un burgués de clase media orgulloso por lo que ha conseguido en la vida. Un día decide acoger como huésped en su casa a un amigo que se encuentra prófugo de la justicia por haber participado en una estafa. A medida que avanza la historia, el protagonista comienza a sentirse cada vez más contrariado por lo que percibe como acercamientos entre su amigo y su esposa. Los celos del protagonista se vuelven cada vez más enfermizos, sumiéndolo en un infierno de dudas que termina destruyendo su mundo.

## Recepción
El escritor Jorge Dávila Vázquez calificó Ciudad de invierno como una de las obras maestras de la narrativa ecuatoriana contemporánea y de ser "una creación magistral". En su análisis de la novela, Dávila alabó la complejidad de los personajes, en particular del protagonista, además del hecho de que la ciudad en sí torna en un personaje que a lo largo de la historia retrata los cambios sociales de la época.
Fernando Tinajero, por su lado, calificó la novela como "uno de los textos más notables de toda nuestra historia literaria". Al igual que Dávila, exaltó en específico su carácter de reflejo de la sociedad de la época, reproduciendo lo que Tinajero califica como el "desquiciamiento colectivo" luego del boom petrolero, que según el autor embargó la ciudad en un optimismo generalizado pero que sumía a los individuos en la desconfianza y soledad.
Durante la ceremonia de entrega del Premio Eugenio Espejo de 2012 en que Ubidia fue galardonado, el entonces presidente Rafael Correa destacó Ciudad de invierno, junto a Sueño de lobos y La madriguera, entre lo mejor de la narrativa del autor.